# Белкомур
Белкому́р (БЕЛое море — КОМи — УРал) — планируемая железнодорожная магистраль в Российской Федерации, которая напрямую соединит регионы Сибири и Урала с промышленными и добывающими предприятиями Северо-Западного федерального округа страны.
Белкомур поможет разгрузить существующие Горьковскую, Свердловскую, Северную и Октябрьскую железные дороги в северном направлении.
Планируемая протяжённость магистрали — 1160 км, из них новое строительство — 712 км, оставшаяся часть — уже существующие участки, принадлежащие ОАО «РЖД», но требующие модернизации.
Новая стратегическая железнодорожная магистраль станет одной из наиболее перспективных с точки зрения соблюдения стратегических интересов в обеспечении экономической безопасности Российской Федерации, для предприятий Северо-запада России, Урала, Сибири и государств Средней Азии.
3 сентября 2015 года в ходе визита президента России Владимира Путина в Китай достигнута договорённость между РФ и КНР о совместной реализации проекта «Белкомур».
Решение о ликвидации было принято 12 декабря 2022 года внеочередным собранием акционеров. Информация о ликвидации была опубликована в базе «Федресурс» 31 января 2023 года.

## Предыстория
В 1878 году пошли первые поезда по основному направлению Уральской горнозаводской железной дороги от Перми до Екатеринбурга через Чусовой, Кушву и Нижний Тагил. В следующем году начато движение поездов по Луньевской ветке до станции Солеварни на Каме, рядом с первым в России содовым заводом, с 1963 именуемая Березники. В 1886 году произошло соединение Пермской железной дороги с Самаро-Златоустовской и Сибирской дорогами, в 1899 году началось регулярное движение по Пермь-Котласской железной дороге. В 1906 году после введения в эксплуатацию линии Вятка – Обухово Пермская железная дорога приобрела значение магистрали, соединяющей европейскую и сибирскую части России.
Эффективное в смысле экономики соединение железной дорогой бассейнов Камы и Оби позволило поставить вопрос о не менее выгодном соединении бассейнов Камы и Печоры. Ещё в 1914—1916 годы в специальной комиссии Министерства путей сообщения были выполнены плановые схемы и рассмотрены проекты строительства железных дорог по общему направлению Пермь — Печора. В качестве главных экономических доводов к прокладке камско-печорских линий выдвигались значительные минерально-сырьевые, лесные и охотничьи ресурсы верховий Печоры и Вишеры, которые иначе не могли бы быть освоены из-за почти полного бездорожья.
Проект железной дороги Пермь — Печора — Ухта, имевший конечной целью выход к бухте в устье реки Индига на побережье Баренцева моря, не был единственным вариантом освоения Пермского Севера и верховьев Печоры. Вскоре после Великой Октябрьской социалистической революции по инициативе В. И. Ленина горнометаллургический отдел ВСНХ объявил конкурс на разработку проекта снабжения уральских заводов кузнецким углём. В ряду вариантов этого проекта были рассмотрены предложения видного уральского учёного В. Е. Грум-Гржимайло по постройке Северо-Сибирской железнодорожной магистрали по линии Томск — Тобольск — Верхотурье — Соликамск — Котлас — Сорока. Этот так называемый «проект Северных путей» предполагал комплексное освоение лесных богатств Севера Европейской России, Урала и Западной Сибири в основном для нужд уральской металлургии. Сходная по направлению трасса железной дороги из Сибири в Ухту, проходившая к северо-востоку от «Северных путей», с вариантом через Чердынь была предложена в 1918 году инженером Масловым, который обращал особое внимание на появляющуюся при осуществлении проекта возможность эксплуатировать богатые залежи железной руды на реке Вишере.
В 1927 году, в связи со строительством первого калийного комбината, Луньевская линия была продлена до Соликамска, а в 1933 году по этой дороге прошли первые на Урале электропоезда. По планам второй пятилетки намечалось дать выход солям плодородия на запад через станцию Фосфоритная до Кирова и далее в центр страны. Среди важных достоинств этой железной дороги предусматривалась возможность производить сложные удобрения из кировских верхнекамских фосфоритов, соликамского калия и березниковской аммиачной селитры. К сожалению, реализация этого плана была перенесена на сороковые годы и остановлена начавшейся Великой Отечественной войной. Также не могли быть осуществлены и всё ещё требуют пристального внимания несколько вариантов широтных железных дорог по общему направлению Котлас — Обь через северные районы Коми-Пермяцкого округа и Колво-Вишерский край.
Над проблемой развития транзитной транспортной сети Верхнекамья с середины XX века работали учёные Института экономики УрО АН СССР, Пермского государственного университета, Свердловского института народного хозяйства, инженеры и учёные Института комплексных транспортных проблем при Госплане СССР, Уралгипротранса, Ленгипротранса, Ленгипрогора, а также и многих других учреждений и организаций. В числе относительно недавних, самых проработанных проектных решений железных дорог из Березников на Киров и Котельнич можно выделить проект, выполненный Институтом комплексных транспортных проблем при Госплане СССР. Аргументировано обосновывается необходимость прокладки как железной дороги, так и постоянно действующей автомагистрали из Соликамска через Красновишерск на Троицко-Печорск. В будущем эти магистрали должны принять на себя крупные, пока ещё сдерживаемые отсутствием нужных дорог потоки угля, руд, чёрных и цветных металлов, деловой древесины из Коми и Приобья в Пермскую область.
В Институте экономических и социальных проблем Севера Уральского отделения РАН (Сыктывкар) выполнено технико-экономическое обоснование и внесены предложения по расширению Архангельского морского порта и созданию нового транспортного выхода к Архангельскому морскому порту для грузов с Урала, из Западной Сибири, Коми и Волго-Вятского экономического района. Для сравнительного анализа экономической эффективности рассмотрены шесть вариантов маршрутов грузопотоков с Урала и Западной Сибири, четыре варианта грузопотоков из Волго-Вятского экономического района, пять — из северных и южных районов Коми. Наиболее оптимальным как по стоимости нового строительства и реконструкции существующих железных дорог, так и по длине маршрутов следования грузов с Урала и из Западной Сибири является железнодорожный путь Екатеринбург — Пермь — Яр — Лесной — Сыктывкар — Микунь — Карпогоры — Архангельск. При этом предусматривается строительство новых участков железных дорог Лесной — Сыктывкар и Вендинга — Карпогоры, а также реконструкция и усиление существующих путей сообщения.

### Предпосылки
Белкомур — кратчайший путь, связывающий промышленные районы Западной Сибири с морским портом в Архангельске. Сокращение расстояния до северных портов примерно на 800 км. Магистраль имеет смысл только при развитой портовой инфраструктуре, поэтому порт в Архангельске готовят для приёма судов морского типа всех классов. Он находится на мелководье, Северная Двина непрерывно наносит песок и ил, поэтому в порту необходимо проводить регулярные дноуглубительные работы большого объёма. Эти работы сами по себе экономически нецелесообразны до тех пор, пока нет соответствующего грузопотока, который и должен появиться благодаря Белкомуру.
Ресурсы, предполагаемые к перевозке: лес, металлы, уголь Кизеловского бассейна, Кузнецкого бассейна, Воркуты. Появится выход бокситов и апатитов в Свердловскую область, где развита цветная металлургия.
Архангельский порт претендует вернуть себе статус главного порта Северного морского пути, который он занимал до строительства Мурманского морского порта, то есть до 1916 года. Он уже имеет нефтеналивной терминал. Однако этого недостаточно для того, чтобы сделать из Архангельского порта глубоководный морской порт.

Проект глубоководного порта Архангельск (2007 год) в цифрах:
- 30 млн тонн — ежегодный грузооборот порта, способность принимать суда дедвейтом до 70 тыс. тонн.
- 41-51 млрд рублей — объём капитальных затрат. 5 млрд рублей — государственное участие (строительство канала), 36-46 млрд рублей — частные инвестиции.
- 2 года с начала строительства — срок реализации проекта при 100%-м финансировании.
- 1500 новых рабочих мест в самом порту. 7500 дополнительных рабочих мест на создаваемых припортовых инфраструктурах (строительство новых предприятий: переработка грузов, сборочные цеха мировых автогигантов и т. д.).
- 6 млрд рублей — ежегодный денежный оборот порта, 4 млрд рублей — балансовая прибыль, 300 млн рублей — ежегодные налоговые отчисления в федеральный бюджет, 660 млн рублей — в областной бюджет.
- 8-10 лет — средняя окупаемость проекта.

Планировалось, что грузопоток для Белкомура может появиться только благодаря развитию промышленных предприятий Республики Коми, Пермского края, УрФО, СибФО, ДВФО и даже ПриФО, которые поставляют свою продукцию на экспорт.
Помимо этого, в кратчайшем маршруте до Европы заинтересован Китай.,,
На данный момент среди крупных грузоотправителей для железной дороги в пределах Пермского края и Республики Коми числятся только производители калийных удобрения (ОАО «Уралкалий» и ОАО «Сильвинит») и целлюлозно-бумажные компании. Производителям удобрений дорога и порт в Архангельске нужны для сокращения времени доставки своей продукции в Европу. Вторым после калийщиков пользователем железной дорогой Белкомур идёт лесопромышленность. Сыктывкар является крупным промышленным центром и, в особенности, центром целлюлозно-бумажной промышленности. Березники и Соликамск являются крупными центрами химической промышленности, при этом в Соликамске расположена одна из крупнейших в РФ целлюлозно-бумажных компаний ОАО «Соликамскбумпром», а вот на участке Архангельск — Вендинга нет никакой промышленности кроме лесозаготовительной, которая при этом слабо развита.
Среди крупных грузоотправителей для Белкомура в пределах СибФО числится Кузнецкий угольный бассейн, который может загрузить эту железную дорогу даже сильнее, чем предприятия Сыктывкара, Соликамска и Березников вместе взятые.
Тема строительства этой дороги неоднократно поднималась в течение прошлого века. Строительство магистрали начиналось несколько раз, были построены отдельные участки.

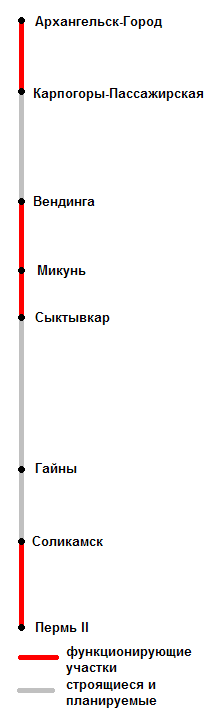
Планируемая схема строительства Белкомура

### Старт проекта
Выдержка из указа президента Российской Федерации № 777 от 25 мая 1996 года:
п. 3. Министерству экономики Российской Федерации, Министерству финансов Российской Федерации обеспечить государственную поддержку строительства на коммерческой основе железнодорожных участков Карпогоры — Вендинга — Сыктывкар — Чёрная железнодорожного направления Архангельск – Пермь за счёт средств, предусматриваемых в федеральном бюджете на финансирование инвестиционных проектов, в размере до 40 процентов сметной стоимости проекта, а также рассмотреть предложения по предоставлению инвестиционного налогового кредита акционерному обществу «Межрегиональная компания “Белкомур”» на период строительства с учётом эффективности разработанного проекта строительства. Министерству путей сообщения Российской Федерации осуществить реконструкцию действующих участков Архангельск — Карпогоры и Микунь — Вендинга со станциями примыкания.
п. 6. Настоящий Указ вступает в силу со дня его подписания.
Президент Российской Федерации, Б. Ельцин

Москва, Кремль
8 сентября 1995 года в Сыктывкаре состоялось учредительное собрание акционеров открытого акционерного общества «Белкомур». Целью создания АО является проектирование и строительство железнодорожной линии Архангельск — Сыктывкар — Кудымкар — станция Григорьевская.. По территории Пермской области 70 км пути, по территории Республики Коми 294 км. 770 км новых линий, восстановление старых линий.. При реализации проекта откроется около 24 тысяч новых рабочих мест.
В 1996 году в Сыктывкаре была учреждена компания «Белкомур» с филиалами в Архангельске и Перми. Уставный капитал 30 млрд руб. Четыре субъекта РФ вошли в число учредителей:
- Республика Коми, 54,62 % акций (АО «Коми ТЭК», Комибанк, Сыктывкарский лесопромышленный ЦБК)
- Архангельская область, 17,53 % акций (Архангельский морской порт)
- Пермская область, 35 % акций (Областной комитет по управлению имуществом; Пермское предприятие «Гражданстройзаказчик» (АО ГСЗ))
- Коми-Пермяцкий округ, в том числе 14,8 % акций (ныне последние два субъекта федерации составляют Пермский край).

Пермская область внесла в качестве доли в уставной капитал общества «Белкомур», образованного для строительства этой дороги, 6,7 миллиарда рублей.. В 1998 г. Архангельская область выделила на цели «Белкомура» 27 млн руб., Республика Коми 30 млн руб. Активное участие в проекте принимает ассоциация «Большой Урал» (Екатеринбург). Ведущая роль в строительстве железной дороги принадлежит ассоциации «Северо-Запад» (Санкт-Петербург).
Назначены главный инженер проекта строительства железной дороги Сергей Озерский из института «Уралгипротранс» (изучение и разметка будущей трассы железной дороги). Главный специалист, руководитель проекта со стороны экологической части АО «Нордэко» Михаил Маськов.
5 ноября 1998 года был забит символический серебряный костыль Белкомура в присутствии трёх губернаторов. В течение следующего года было отсыпано полотно дороги на протяжении около 35 км (16 км вблизи Карпогор и 18 км вблизи Вендинги), а со стороны Карпогор — уложено 4 км верхнего строения пути. Однако по причинам недостаточного финансирования, в 2002 году строительство было заморожено.

### Структура
Строительство магистрали планируется осуществлять одновременно на северном и южном участках, в том числе с поэтапным усилением действующих участков. В составе участков строительства северного участка выделены пусковые комплексы ввода железнодорожной линии Архангельск — Сыктывкар протяжённостью 672 км, для создания которой предусмотрено строительство недостающего участка Карпогоры — Вендинга.
Другой участок нового строительства Южный (Сыктывкар — Гайны — Соликамск), который соединит Березниковско-Соликамский промышленный узел (БСПУ), крупнейший в мире конгломерат по добыче калийных и азотных удобрений, с северными портами и позволит ликвидировать тупик и обеспечить второй железнодорожный выход из БСПУ.

### Назначение дороги
1. Сокращение дальности экспортно-импортных перевозок порт Архангельск — Урал на 800 км.
2. Сокращение пути транспортировки печорского угля на Урал до 350 км.
3. Возможность осуществления грузовых и пассажирских перевозок для Коми-Пермяцкого округа, Нытвенского и Карагайского районов Пермской области (транзитные железнодорожные регионы вместо транспортного железнодорожного и автодорожного тупика).
4. Транспортировка бокситов Тиманского месторождения на Урал.
5. Дальнейшее развитие магистрали на Уфу, Оренбург, Казахстан, Среднюю Азию, Китай и Монголию.

### Ожидаемый экономический эффект
Экономическая целесообразность строительства дороги определяется соотношением затрат на её создание и доходов, полученных от её эксплуатации.
Вложения в дорогу к 2005 г. на пермском участке составили 12,6 млрд руб. 1 км Белкомура оценивается более чем в 30 млн руб.
Основу грузоперевозок должны составить нефть, газ, уголь, бокситы, марганцевые и хромитовые руды, лес и пиломатериалы, которые дают до 70 % всех валютных поступлений в казну России. Подсчитано, что их объём по линии Пермь — Сыктывкар — Архангельск по прошествии пяти лет составит 10 млн т, а ещё через пять лет удвоится. Для строительства дороги необходимо 980 тыс. штук шпал.
Трасса свяжет кратчайшим путём две важнейших территории РФ: 11 регионов Северо-Запада и 9 регионов Урала, дающих до 80 % валютных поступлений в бюджет России. Белкомур обеспечит поставку на уральские заводы дешёвой нефти, газа, бокситов, хрома, марганца, угля, леса и других природных ресурсов. Это позволит производить и продавать конкурентоспособную продукцию. Для примера: основной объём поставки бокситов из Греции и Туниса обходится России в 65-75 долларов за тонну, а из Сыктывкара 3 доллара, то есть экономичнее в 25 раз. Воркутинский уголь дешевле кузбасского в 2,5 раза, а ввозимого из Польши в 5 раз.
По оценкам специалистов, внутренняя доходность дороги должна составить 25,6 %, индекс доходности — 5,66. Причём предполагается, что «Белкомур» будет заниматься не только строительством железной дороги. В его планах — заготовка леса, деревообработка, производство стройматериалов, другие виды деятельности, в том числе внешнеэкономической. Кроме того, в зоне прохождения магистрали компания намерена создавать новые высокотехнологичные предприятия, возводить жилые дома, объекты социального назначения.
Сооружение южного звена магистрали сократит пробег грузов на 390—800 км и более, снизит стоимость перевозок на 40-50 %. Это создаст кратчайший выход из Республики Коми на Урал и обеспечит прямой выход грузов с Урала на Архангельск, в Карелию и порты Финляндии. Ввод в эксплуатацию северного участка магистрали обеспечит сокращение пробега грузов на 160—420 км и стоимости перевозки на 20-65 %, даст выход к морским портам Архангельска и Мурманска.
При строительстве предполагается использовать действующую ветку РЖД Яр — Верхнекамская, проходящую по территории Кировской области (которая будет пересечена новой магистралью), и её продолжение до станции Крутоборка Гайно-Кайской железной дороги в Усть-Куломском районе Республики Коми, принадлежащее ФСИН России. Это ускоряет строительство дороги и даёт дополнительные возможности по вовлечению в экономическую жизнь севера Кировской области. Региональная зона охвата Белкомура формируется всеми маршрутами, на которых проектируемая железнодорожная линия позволит сократить транспортные расстояния. Маршрутные перевозки по Белкомуру во многих случаях приведут к значительному сокращению проходимых расстояний.
Наибольшего сокращения стоимости перевозок, от 20 до 30 %, можно будет достичь на маршруте от Воркуты и Перми до Архангельска (до 800 км). Целью проекта является освоение и развитие огромных пространств ныне малоиспользуемых территорий севера Европейской части России с общей площадью 1 463 900 км, что соответствует трём площадям Франции.

## Основные цели проекта
Реализация проекта позволит обеспечить круглогодичную транспортную связь с населёнными пунктами и предприятиями на огромной территории Северо-запада России.
Регион реализации проекта богат минеральными и лесными ресурсами. Здесь находятся крупнейшие нефтяные и газовые месторождения. В регионе расположены месторождения угля, бокситов, фосфатов, титана и других полезных ископаемых. Здесь находится одно из крупнейших в мире месторождений калийных солей. На данной территории проживает 6 550 000 чел.
- создание инфраструктурной основы для долгосрочного роста экономики северных территорий Европейской части России.
- комплексное освоение новых экономических районов и выход к транспортно недоступным районам.
- обеспечение доступности новых месторождений природных ресурсов.
- повышения качества жизни населения.
- разгрузка существующей сети железных дорог с перераспределением потоков.
- создание нового транспортного коридора и ликвидация инфраструктурных тупиков.
- создание нового глубоководного порта на Севере России.
- создание новых рабочих мест.

## Реализация проекта
Проект включён в следующие документы:
- Стратегия развития железнодорожного транспорта в Российской Федерации до 2030 года.[25]
- Транспортная стратегия России на период до 2020 года.

1. 2000 год — заказчиком строительства железнодорожной ветки Тиман — Чиньяворык выступила Сибирско-Уральская алюминиевая компания (СУАЛ). В середине августа был сдан в эксплуатацию 110-метровый мост через таёжную реку Вымь.[26]
2. 7 сентября 2004 года должен был быть проведён аукцион по продаже федерального пакета акций ОАО «Межрегиональная компания „Белкомур“» в размере 12,44 процента уставного капитала. На аукцион было выставленно 25 тысяч акций. Начальная цена продажи пакета 20 123 тысяч рублей. Уставный капитал акционерного общества составляет 200 977 тысяч рублей и разделён на 200 977 обыкновенных акций номинальной стоимостью 1 тысяча рублей каждая. Первые торги не состоялись из-за отсутствия заявок. Российский фонд федерального имущества в Санкт-Петербурге провёл аукцион по продаже акций ОАО «Межрегиональная компания „Белкомур“», принадлежащих государству. В торгах приняли участие четыре физических и одно юридическое лицо. Пакет из 12,44 процента акций был продан с третьей попытки за 1,5 миллиона рублей.[27]
3. 2004 год — бизнес-план строительства железнодорожной магистрали Белкомур (Архангельск — Сыктывкар — Кудымкар — Пермь) получил положительное экспертное заключение в Министерстве экономического развития и торговли России. Проект передан на экспертизу в ОАО «Российские железные дороги». Европейский банк реконструкции и развития выразил готовность вложить в строительство дороги от 35 до 50 % сметной стоимости.[28]
4. 2005 год — сдан в эксплуатацию очередной участок на строительстве автотрассы Пермь — Кудымкар — Сыктывкар — Архангельск.[29]
5. 2007 год — железнодорожная магистраль Белкомур рассматривалась в составе проекта строительства скандинавского транспортного коридора «Баренц-Линк».[30][31] Проект магистрали Белкомур вошёл в стратегический план развития ОАО «РЖД» до 2030 года. Подготовкой заявки в Инвестиционный фонд РФ занимается специально созданная межрегиональная инвестиционная компания «Северо-Запад — Прикамье». Сумма необходимых средств на разработку проектно-сметной документации по «Белкомуру» оценивается в 6-8 млрд рублей. Оператором проекта должна стать межрегиональная инвестиционная компания «Северо-Запад — Прикамье». Обсуждаемая сумма инвестиций от 50 до 100 млрд рублей. 120 км дороги уже построено.[32][33] Возобновилась работа по реализации проекта, но не просто в виде строительства магистрали, а как комплексная программа развития Северо-Запада России.
6. 18-21 сентября 2008 года —на VII Международном инвестиционном форуме в Сочи проект «Белкомур» получил одобрение Премьер-Министра России В. В. Путина. Межрегиональная Инвестиционная компания «Северо-Запад — Прикамье» и компания «Трансстрой» подписали соглашение о сотрудничестве в области строительства железнодорожной магистрали протяжённостью 1252 километра.[34][35]
7. 29 января 2009 года проект прошёл утверждение в Министерстве транспорта.
8. 7 августа 2009 года проект утверждён на заседании Инвестиционной комиссии по проведению отбора проектов, претендующих на получение бюджетных ассигнований Инвестиционного фонда Российской Федерации. Также в 2009 году проект был поддержан Министерством экономики и Министерством промышленности и торговли. Открыть железнодорожную магистраль планировалось в 2018 году[36]
9. Июль 2012 года — объявлено о возможном решении скорректировать проект и создавать инфраструктуру только в рамках южного звена Сыктывкар — Гайны — Соликамск. В полном объёме проект может быть реализован лишь при условии предоставления государственной поддержки в дополнение к привлечённым средствам, так как предполагается, что в перевозках на этой дороге будут преобладать грузы низкого тарифного класса.[37]. Однако на момент марта 2013 года проект утверждён не был. В январе 2013 была завершена подготовка документов по проекту полной версии Белкомура[38], решение по окончательному варианту ещё впереди.
10. 27 июня 2013 года[39] немецкая компания заявила о возможности привлечения к реализации планов участников строительства Белкомура партнёров из Германии и других стран.
11. 03 сентября 2015 года[40][41] в рамках визита Президента России в КНР подписано соглашение между генеральным директором ОАО "МК «Белкомур» и генеральным директором компании Poly Technologies, Inc, согласно которому Poly Technologies становится генеральным подрядчиком проекта и примет участие в финансировании, проектировании, строительстве новых участков и модернизации действующих. Строительство будет осуществлено на условиях концессии; китайская компания будет помимо строительства отвечать за эксплуатацию железной дороги. Российская Федерация будет расплачиваться по понесённым затратам в течение 25 лет, после чего железная дорога перейдёт в собственность государства. Само строительство предполагается осуществить в течение пяти лет, начиная с 2020 года.
12. В мае 2017 года врио губернатора Пермского края Максим Решетников заявил на форуме «Экономика роста и благосостояния Пермского края», что необходимо изыскивать такие варианты строительства железнодорожной магистрали «Белкомур», чтобы реализация проекта происходила не за счёт промышленных предприятий[42].

## Белкомур и Баренцкомур
Проекты Белкомур и Баренцкомур являются конкурентами за государственное финансирование, но, несмотря на это, могут быть построены одновременно, так как железные дороги в Центральном федеральном округе РФ загружены, а портовых мощностей в РФ не хватает.
Преимущества Баренцкомура:
- расстояние доставки грузов по железной дороге с Урала, Сибири, Казахстана, Дальнего Востока в морской порт Индиги на 350—400 км короче, чем в Архангельск.
- расстояние, проходимое морским транспортом от порта в Индиге короче на 500—600 км в западном направлении и более чем на 1000 км в восточном по сравнению с расстоянием, которое проходят суда, загружающиеся в Архангельске.
- глубины в центральной части Индигской губы составляют порядка 50 м, у берегов 17-18 м.[43] Но согласно советским топографическим картам глубины в центральной части Индигской губы составляют всего 10—15 м, у берегов 3 м[44].
- строительство порта в Индиге не потребует значительных дноуглубительных работ[45]
- движение судов без ледокольного сопровождения в западном направлении от порта Индиги возможно 7—8 месяцев в году, в восточном направлении 4—5 месяцев[45]
- вся береговая линия устья р. Индиги и Баренцева моря в Индигской губе[44] свободна для строительства порта-гиганта любой мощности с развитой портовой инфраструктурой. Суммарная длина береговой линии, подходящей под строительство причалов, составляет более 40 км[45]
- высокая береговая линия. Возвышение береговой полосы над уровнем моря в Индигской губе составляет 8—12 м, что гарантирует устойчивую работу порта при повышении уровня Мирового океана, прогнозируемом в результате глобального потепления, тогда как Архангельский порт, наряду с Санкт-Петербургом и Усть-Лугой, подвержен такой угрозе[45].

## Современное участие Архангельской области
Исследования специалистов института «Ленморниипроект» свидетельствуют, что строительство севернее устья реки Куи (55 км от действующего порта) нового глубоководного района Архангельского морского порта способно кардинально изменить существующее положение дел. Новая стратегическая железнодорожная магистраль станет одной из наиболее перспективных с точки зрения соблюдения стратегических интересов в обеспечении экономической безопасности Российской Федерации, для предприятий Северо-запада России, Урала, Сибири и государств Средней Азии.
Особенно этому способствует наличие в Архангельской области муниципального образования Северодвинск, где находятся главные потребители вновь создающейся стратегической железнодорожной магистрали, а именно:
- ОАО ПО «Северное машиностроительное предприятие» (бывший завод № 402) (строительство главных атомоходов ВМФ РФ — атомных подводных лодок 4 поколения, ремонт и модернизация крупных надводных крейсерских кораблей ВМФ РФ и иностранных заказчиков (лёгкий авианосец Индии), строительство гражданских судов, строительство морской техники для освоения шельфовых углеводородных месторождений, производство товаров народного применения);

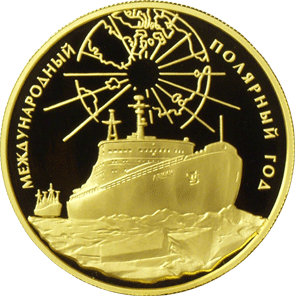
Памятная золотая монета России, 1000 рублей, 2007 год — Первый в мире атомный ледокол «Ленин»

- ОАО «Центр судоремонта „Звёздочка“» (бывший завод № 893) (ремонт и модернизация атомных и крупных дизель-электрических подводных лодок, надводных кораблей и гражданских судов, военно-техническое сотрудничество с иностранными государствами, технический надзор и сервисное обслуживание, массовая утилизация атомных подводных лодок на основе уникальной технологии не имеющей аналогов в мире инфраструктуры комплексной промышленной утилизации АПЛ и надводных кораблей с ядерными энергетическими установками всех типов и проектов, производство гребных винтов различного класса и назначения для всех типов судов, включая для крупного Арктического ледокольного флота СССР и РФ (в том числе крупнейших в мире атомных ледоколов «Ленин», «Россия», «Сибирь», «Арктика», «Таймыр»,) и подводных атомоходов Северного Военно Морского Флота России, строительстве гражданского судостроения и машиностроения, производстве судовой мебели и мебели потребительского назначения, производство огранки алмазов в бриллианты открытого на ОАО «ЦС „Звездочка“» в рамках долгосрочного конверсионного проекта промышленной добычи алмазного сырья с месторождения имени М. В. Ломоносова, создание сети оптовой торговли бриллиантами, как в России (Москва, Нижний Новгород, Кострома, Казань, Волгоград, Калининград, Североморск, Архангельск, Северодвинск), так и за рубежом — в Израиле (Тель-Авив, Рамат-Ган), США (Нью-Йорк). Планируется организовать реализацию бриллиантов в Пекине (КНР). «Звездочка» продолжает открытое в 2005 году для себя новое направление деятельности — создание и развитие космической инфраструктуры в части изготовления комплектов технологического оборудования, технических и стартовых комплексов ракет-носителей. Предприятие изготовило конструкции пускового стола для универсального стартового комплекса космического ракетного комплекса «Ангара». Генеральный заказчик — ФГУП ГКНПЦ им. М. В. Хруничева. Пусковой стол смонтирован на космодроме «Плесецк». В настоящее время ОАО «ЦС „Звездочка“» ведёт строительство кабель-заправочной башни, транспортно-установочных агрегатов и другого специализированного оборудования для стартового комплекса «Ангара»).

## Участники проекта «Белкомур»
- АО Сыктывкарский ЛПК — развитие и реконструкция (проект «Степ»)
- ОАО «ЯрегаРуда» — строительство горно-химического комплекса.
- ОАО «Соликамскбумпром» — строительство новой технологической линии по производству газетной бумаги.
- ОАО «Березниковский содовый завод» — производство кальцинированной соды марки «А» (тяжёлая), производство цемента.
- ОАО «Уралкалий» — увеличение мощности производства хлористого калия.
- ООО «Сода-хлорат» — производство хлора и едкого калия.
- ОАО МХК «Еврохим» — строительство горно-обогатительного комбината по производству калийных удобрений.
- ОАО «Акрон» — строительство горно-обогатительного комбината на Талицком месторождении по производству хлористого калия.
- ООО «Енисей» — строительство комплекса по переработке нефти и газа.
- Сосновский деревообрабатывающий комбинат — строительство мощности по производству фанеры.
- ОАО «Ависма» филиал ОАО «Корпорация ВСМПО-Ависма» — увеличение мощности по производству титановой продукции.
- ОАО «РЖД» участвует в проекте путём комплексной и поэтапной реконструкции и модернизации действующих участков.